# Melvin (Illinois)
Melvin és una vila dels Estats Units a l'estat d'Illinois. Segons el cens del tenia 465 habitants.

## Demografia
Segons el cens del 2000, Melvin tenia 465 habitants, 192 habitatges, i 132 famílies. La densitat de població era de 528,1 habitants/km².
Dels 192 habitatges en un 32,3% hi vivien nens de menys de 18 anys, en un 51,6% hi vivien parelles casades, en un 10,9% dones solteres, i en un 31,3% no eren unitats familiars. En el 29,2% dels habitatges hi vivien persones soles el 17,2% de les quals corresponia a persones de 65 anys o més que vivien soles. El nombre mitjà de persones vivint en cada habitatge era de 2,42 i el nombre mitjà de persones que vivien en cada família era de 2,93.
Per edats la població es repartia de la següent manera: un 27,3% tenia menys de 18 anys, un 6% entre 18 i 24, un 25,6% entre 25 i 44, un 20,4% de 45 a 60 i un 20,6% 65 anys o més.
L'edat mediana era de 38 anys. Per cada 100 dones de 18 o més anys hi havia 88,8 homes.
La renda mediana per habitatge era de 37.500 $ i la renda mediana per família de 47.500 $. Els homes tenien una renda mediana de 31.938 $ mentre que les dones 21.250 $. La renda per capita de la població era de 16.383 $. Aproximadament el 4,8% de les famílies i el 7% de la població estaven per davall del llindar de pobresa.

## Poblacions properes
El següent diagrama mostra les poblacions més properes.